# Сидорково (Боровицький район)
Сидорково (рос. Сидорково) — присілок у Боровицькому районі Новгородської області Російської Федерації.
Населення становить 10 осіб. Належить до муніципального утворення Железковське сільське поселення.

## Історія
До 1927 року населений пункт перебував у складі Новгородської губернії. У 1927-1944 роках перебував у складі Ленінградської області.
Орган місцевого самоврядування від 2010 року — Железковське сільське поселення.

## Населення
| 2010 |
| ---- |
| 10   |